# اوسکئولا (آرکانزاس)
اوسکئولا (آرکانزاس) (به انگلیسی: Osceola, Arkansas) یک شهر در ایالات متحده آمریکا با جمعیت ۷٬۷۵۷ نفر است که در آرکانزاس واقع شده‌است.

## موقعیت جغرافیایی
موقعیت جغرافیایی شهرها و مناطق اطراف به شرح زیر است: